# Kimerci
Kimerci so bili starodavno vzhodnoiransko konjeniško nomadsko ljudstvo iz Pontsko-kaspijske stepe. Del Kimercev se je pozneje preselil v Zahodno Azijo. Čeprav so bili Kimerci v kulturnem pogledu Skiti, so tvorili etnično enoto, ločeno od Skitov. Sčasoma so jih sorodni Skiti kljub temu izpodrinili.
Kimerci niso za seboj pustili nobenih zapisov. Večina informacij o njih izvira predvsem iz asirskih zapisov iz 8. do 7. stoletja pr. n. št. in  zapisov grško-rimskih avtorjev iz 5. stoletja pr. n. št. in pozneje. 

## Ime
Sodobno ime Kimerci izhaja iz njihovega latinskega imena Cimmerii, to pa iz starogrškega Kimmerioi (Κιμμεριοι). Pravi izvor njihovega imena je neznan, obstaja pa več hipotez.  
Ime Kimercev je izpričano v: 
- novoasirski akadščini kot Gimirrāya (𒆳𒄀𒂆𒀀𒀀 in 𒇽𒄀𒂆𒊏𒀀𒀀),[3][4][5]
- poznobabilonski akadščini kot Gimirri (𒆳𒄀𒈪𒅕[6] in𒆳𒄀𒂆𒊑[7])[8]
- in hebrejščini kot Gōmer (גֹּמֶר).[9][10]

V poznobabilonskih zapisih Ahemenidskega cesarstva se je z imenom Kimerci označevalo vsa nomadska stepska ljudstva, vključno s Skiti in Saki.
Kimerci so bili iransko ljudstvo, ki si je delilo jezik, izvor in kulturo s Skiti in se arheološko ni razlikovalo od njih. Vsi viri, ki so poročali o njihovih dejavnostih, so kljub temu jasno razlikovali Kimerce in Skite kot dve ločeni politični entiteti.
Leta 1966 je arheolog Maurits Nanning van Loon opisal Kimerce kot Zahodne Skite, prave Skite pa označil kot Vzhodne Skite.

## Zgodovina
Trije glavni viri informacij o Kimercih so: 
- akadsko klinopisno besedilo iz Mezopotamije, ki obravnava dejavnosti Kimercev v zahodni Aziji,
- grško-rimski viri, ki pokrivajo njihovo zgodovino v Evropi, in
- arheološke najdbe v Pontsko-kaspijskih stepah, na Kavkazu in v zahodni Aziji.

## Izvor
Prihod Kimercev v Evropo je bil del širšega procesa selitev srednjeazijskih iranskih nomadov proti zahodu proti jugovzhodni in srednji Evropi, ki je trajal od 1. tisočletja pr. n. št. do 1. tisočletja n. št. Kimercem so sledili drugi iranski nomadi, med njimi Skiti, Savromati in Sarmati.

#### Začetek stepskega nomadstva
Nomadsko pašništvo se je začelo v zgodnjem 1. tisočletju pr. n. št. zaradi podnebnih sprememb. Podnebje v  srednjeazijskih in sibirskih stepah je postalo hladnejše in bolj suho kot prej. Vremenske spremembe so povzročile, da so stalno naseljeni kmetje bronaste dobe postali nomadski pastirji, tako da so do 9. stoletja pr. n. št. izginile vse stepske naselbine stalno naseljenega bronastodobnega prebivalstva. Mobilnost prebivalstva je sprožila oblikovanje vojaških enot, potrebnih za zaščito čred in osvajanje novih pašnikov. Skupine nomadov so se selile proti zahodu, v Zakavkazje in gozdne stepske regije zahodne Evrazije.

#### Černogorovsko-novočerkaska kultura
Kimerci so se izoblikovali v prvem valu selitev nomadskega prebivalstva iz delov osrednje Azije, ki ustrezajo sedanjemu vzhodnemu Kazahstanu (regija Altaj-Sajan). Selitev se je začela v 10. stoletju pr. n. št. in trajala  do 9. ali 8. stoletja pr. n. št. V Pontsko-kaspijski stepi so se izoblikovale plemenske zveze, ki so tvorile černogorovsko-novočerkasko kulturo.
Med temi plemenskimi zvezami so bile najvidnejše kimerska v Kaspijski stepi, agatirška v Pontski stepi  in morda siginejska v Panonski stepi. Arheološki dokazi  in zgodovinski zapisi, povezani s temi migracijami, so redki in omogočajo le zelo splošen oris tega kompleksnega dogajanja.
K razvoju černogorovsko-novočerkaske kulture so največ prispevali naslednji trije kulturni vplivi: 
- avtohtona bilozerska kultura, ki je vplivala zlasti na lončarske sloge in pogrebne običaje,[29]
- altajska, aržanska in karasuška kultura iz Srednje Azije in Sibirije in [24] in
- kultura notranjeazijskega izvora, opazna predvsem v oblikah bodal in konic puščic in konjski opremi.[30]

Pomemben prispevek k razvoju černogorovsko-novočerkaske kulture je dala severnokavkaška kubanska kultura, zlasti v zvezi z glavami kijev in bodali iz dveh kovin.
Černogorovsko-novočerkaska kultura se je torej avtohtono razvila v severnopontski regiji v času od 9. do sredine 7. stoletja pr. n. št. iz elementov, ki so že prej prispeli iz Srednje Azije. Zaradi teh je kultura kazala podobnosti z drugimi zgodnjimi nomadskimi kulturami Evrazijske stepe in gozdne stepe, ki so obstajale pred 7. stoletjem pr. n. št., med njimi tudi z aržansko kulturo.
Zahvaljujoč visoko mobilnemu nomadskemu pašništvu in učinkovitemu orožju, primernemu za konjeniško vojskovanje, so se ti nomadi iz pontsko-kaspijskih step v zelo dolgem časovnem obdobju lahko postopoma infiltrirali globoko v srednjo in jugovzhodno Evropo. Černogorovsko-Novočerkaska kultura je zato pokrivala obširno ozemlje od Srednje Evrope in Panonske nižine na zahodu do Kavkaza na vzhodu, vključno z današnjo južno Rusijo.
To je posledično omogočilo, da je černogorovsko-novočerkaska kultura močno vplivala na halštatsko kulturo Srednje Evrope. Med  temi vplivi je bilo sprejetje hlač, ki jih domorodno prebivalstvo Srednje Evrope pred prihodom azijskih stepskih nomadov ni uporabljalo.

### Kaspijske in kavkaške stepe
V zahodnem delu Evrazijske stepe so Kimerci živeli v Kaspijski in Kubanski stepi na severni in zahodni obali Kaspijskega jezera in ob reki Araks (Volga), ki je bila njihova vzhodna meja in jih je ločevala od Skitov. Na zahodu se je ozemlje Kimercev raztezalo do Bosporja.
Kimerci so bili torej prva velika nomadska konfederacija, ki je naselila Kavkaško stepo, a niso nikoli tvorili glavnine prebivalstva Pontske stepe. Niti Heziod niti Aristej iz Prokoneza jih nista nikoli omenila med ljudstvi na tem območju. Kompleksa Černogorovka-Novočerkask  doslej ni bilo mogoče poistovetiti z zgodovinskimi Kimerci, ker bili samo glavna skupina tam naseljenih iranskih nomadov srednjeazijskega izvora.
Med zapuščino Kimercev spadajo morda nekatera krajevna imena v bosporski regiji, ki so jih omenili stari Grki v 5. stoletju pr. n. št. Mednje spadajo:  
- Kimerski trajekt (starogrško: πορθμηια Κιμμερια, romanizirano: porthmēia Kimmeria),
- država Kimerija (starogrško: χωρη Κιμμερια, romanizirano: khōrē Kimmeria) in
- Kimerski Bospor (starogrško: Βοσπορος Κιμμεριος, romanizirano: Bosporos Kimmerios).

Povezava teh imen s prisotnostjo Kimercev je še vedno zelo nezanesljiva.

### Razselitev Kimercev

#### Prihod Skitov
V drugem  valu preseljevanja iranskih nomadov so iz Srednje Azije v kavkaške stepe prišli zgodnji Skiti. Selitev se je začela v 9. stoletju pr. n. št., ko so zgodnje Skite iz Srednje Azije izgnali bodisi Masageti, močno nomadsko iransko pleme iz Srednje Azije, tesno povezano s Skiti, bodisi neko drugo srednjeazijsko ljudstvo, imenovano Isedoni.
Tako kot nomadi iz kompleksa Černogorovka-Novočerkask so Skiti izvirali iz step Srednje Azije v današnjem vzhodnem Kazahstanu ali regiji Altaj-Sajan, kar dokazujejo kontinuiteta skitskih pogrebnih običajev, orožje in tipično skitska umetnost živalskega sloga iz mongolsko-sibirske regije.
Skiti so bili tesno povezani z nomadi kompleksa Černogorovka-Novočerkask, s katerimi so si delili skupen izvor, kulturo in jezik. Zgodnja skitska kultura se zato  materialno ne razlikuje od kulture kompleksa Černogorovka-Novočerkask.
Selitev zgodnjih Skitov na zahod  je trajala do sredine 8. stoletja pr. n. št. in je arheološko ustrezala gibanju prebivalstva, ki je izviralo iz Tuve v južni Sibiriji v poznem 9. stoletju pr. n. št. Selitveni val je proti zahodu je v 8. do 7. stoletju pr. n. št. dosegel Evropo, zlasti Severni Kavkaz, med letoma okoli 750 in 700 pr. n. št. Selitvena pot je bila torej enaka poti prvega vala srednjeazijskih iranskih nomadov, ki so oblikovali kompleks Černogorovka-Novočerkask.

### Selitev Kimercev
Selitev Skitov proti zahodu je okoli leta 750 pr. n. št. dosegla ozemlje Kimercev, ki so približno v tistem času zapuščali svojo domovino v Kaspijski stepi in se selili v zahodno Azijo.
Vzroki za odhod Kimercev niso znani, čeprav so se morda preselili pod pritiskom Skitov, podobno kot različna nomadska ljudstva na obrobju step v Evropi, Zahodni Aziji in Iranu v pozni antiki in pozneje.
V starodavnih zahodnoazijskih virih ni omenjen kakršen koli pritisk Skitov na Kimerce ali kakršen koli konflikt med tema dvema narodoma v tem zgodnjem obdobju. Za poznejše grško-rimsko poročilo, da so Kimerci prečkali Kavkaz pod pritiskom Skitov, ni nobenega razpoložljivega dokaza.
Ostanke Kimercev v Kaspijski stepi so asimilirali Skiti. Asimilacijo je olajšalo njihovo podobno etnično ozadje in življenjski slog, s čimer se je prevlada v tej regiji prenesla s Kimercev na Skite. Skiti so se zatem naselili med reko Araks na vzhodu, Kavkaškim gorovjem na jugu in Meotskim morjem na zahodu. Središče skitskega kraljestva je bilo v severnokavkaški stepi.
Prihod Skitov in njihova uveljavitev na tem območju v 7. stoletju pr. n. št. sta pomenila motnjo v razvoju kimerskih ljudstev kompleksa Černogorovka-Novočerkask, ki je bil od okoli 750 do okoli 600 pr. n. št. zamenjan z zgodnjo skitsko kulturo. Slednja je še vedno kazala povezave s kompleksom Černogorovka-Novočerkask.

### Selitev v zahodno Azijo
V drugi polovici 8. stoletja pr. n. št. in v 7. stoletju pr. n. št. so se konjeniški stepski nomadi s severnega Kavkaza razširili proti jugu, začenši s Kimerci, ki so se iz Kaspijske stepe preselili v Zahodno Azijo, Kasneje so jim po isti poti sledili Skiti, Alani in Huni. Kimerci so vstopili v zahodno Azijo prek kavkaških prelazov Alagir, Darial in Klukhor. Po isti poti so kasneje Sarmati napadli arsakidsko Partsko cesarstvo. V Partskem cesarstvu so Kimerci sčasoma postali aktivni severno od Kavkaza, na Iranski planoti in v Anatoliji. Podrobnosti o njihovih selitvah niso znane.

#### Razlogi za širitev nomadov proti jugu
Selitev stepskih nomadov v zahodno Azijo se je dogajala v  kontekstu takratne rasti Novoasirskega cesarstva, ki se je pod svojima kraljema Sargonom II. In Sanheribom začelo širiti z ozemlja med Evfratom in Tigrisom na obsežno ozemlje, ki se je raztezalo od Kilikije in srednje in vzhodne Anatolije na severu do Sirske puščave na jugu ter od gorovja Taurus in Severne Sirije ter obale Sredozemskega morja na zahodu do Iranske planote na vzhodu.
Novoasirsko cesarstvo je obkrožalo več manjših držav:
- V Anatoliji na severozahodu sta bili kraljestvi: 
  - Frigija s prestolnico v Gordionu, ki je obvladovala osrednjo in srednjo zahodno Anatolijo ter dele Kilikije, in
  - Lidija.
- Na jugu je bila Babilonija, ki so jo večkrat osvojili Asirci.
- Na jugozahodu je  bil Egipt.
- Elam na jugozahodu Iranske planote z elito, razdeljeno na proasirsko in probabilonsko frakcijo.
- Na severu je bilo močno kraljestvo Urartu s sistemom trdnjav in provincialnih središč v vzhodni Anatoliji in severozahodni Iranski planoti, ki je bilo tekmec Novoasirskega imperija.
- V vzhodnih gorah je bilo več šibkejših držav: 
  - Elipi,
  - Manai in
  - mestne države Medijcev, daljnih sorodnikov Skitov in Kimercev.

Onkraj ozemelj pod neposredno asirsko vladavino, zlasti na njenih mejah v Anatoliji in na Iranski planoti, so vladali lokalni vladarji z lastnimi interesi, ki so nihali med različnimi rivalskimi velikimi silami.
Stalne družbene motnje, ki jih je povzročalo rivalstvo velikih sil zahodne Azije, so se izkazale za zelo privlačen vir priložnosti in bogastva za stepske nomade. Ko je nomadsko prebivalstvo v kavkaški stepi še naprej raslo, so njihovi aristokrati povedli svoje privržence proti jugu čez Kavkaško gorovje v iskanju pustolovščin in plenjenja v nestabilnem okolju v Zahodni Aziji. Sprva občasni napadi so se sčasoma spremenili v daljše pohode in nazadnje v stalno naselitev skupin nomadov, ki so iskale priložnosti kot plačanci ali neodvisni bojevniki.
Kimerci in Skiti so postali aktivni v zahodni Aziji v 7. stoletju pr. n. št. in podpirali ali  Neoasirsko cesarstvo ali kakšno drugo lokalno silo, odvisno od trenutnih interesov. Njihove dejavnosti so od poznega  8. do poznega  7. stoletja pr. n. št. porušile ravnotežje moči Elamom, Manajem, Novoasirskim cesarstvom in Urartujem na eni strani ter planinskimi in plemenskimi ljudstvi na drugi, kar je sčasoma privedlo do pomembnih geopolitičnih sprememb v tej regiji.
V Paflagoniji so v grobu neznanega vojščaka iz 9. ali 8. stoletja pr. n. št. našli tipično opremo stepskih nomadov, ki kaže, da so nomadski bojevniki prihajali v Anatolijo že v  9. stoletju pr. n. št. Prvi prišleki bi lahko bili  plačanci, pustolovci ali prvi naseljenci.
Zdi se, da je bilo med preseljevanjem Kimercev v Zahodno Azijo in poznejšim širjenjem Skitov v to isto regijo zelo malo neposrednih povezav. Prihod Skitov približno 40 let za Kimerci kaže, da za grško trditev, da so se Kimerci preselili pod pritiskom Skitov, ni nobenih dokazov.

#### Selitev v Zakavkazje
V zgodnji fazi njihove  prisotnosti v Zahodni Aziji do zgodnjih 660. pr. n. št. so se Kimerci selili v Zakavkazje, ki je bilo na začetku središče njihovih operacij. Od tam so se v 8. stoletju pr. n. št. skozi Kolhido, zahodni Kavkaz ter Gruzijo  naselili v osrednjem Zakavkazju neposredno južno od prelazov Darial in Klukhor in ob reki Cyrus, ki ustreza okolici Gorija v današnji osrednji in južni Gruziji. Njihovo prisotnost potrjujejo arheološke najdbe iz obdobja med letoma 750 in 700 pr. n. št.
Prisotnost Kimercev na tem območju potrjujejo tudi mezopotamski viri, ki omenjajo deželo Kimercev (𒆳𒂵𒂆, māt Gamir).
Ozemlje Kimercev je bilo v tem času ločeno od kraljestva Urartu z urartsko vazalno državo Kuriani v bližini dežel Kulha in Diauhi vzhodno in severovzhodno od jezera Çıldır ter severno in severozahodno od jezera Sevan.

#### Konflikt z Urartujem
Zdi se, da so Kimerci  na ozemljih južno od Kavkaza postali aktivni okoli leta 720. pr. n. št., ko so pomagali prebivalcem Kolhide in bližnjih regij odbiti napade Urartuja.
Najstarejše znane dejavnosti Kimercev v zahodni Aziji segajo v sredino 710. let pr. n. št., ko so izvedli nenaden napad na urartsko provinco Uišini. K napadu jih pozval manejski vladar Ulusunu. Nepričakovan napad je  prisilil guvernerja Uišinija, da je zaprosil za podporo kralja majhne sosednje države Mušašir v asirsko-urartski mejni regiji.
Prve pisne omembe Kimercev segajo v pomlad ali zgodnje poletje leta 714 pr. n. št. Omenjeni so bili v obveščevalnih poročilih Novoasirskega cesarstva, ki jih je prestolonaslednik Sanherib poslal svojemu očetu, kralju Sargonu II. Senaherib je zapisal, da je urartski kralj Rusa I. sprožil protinapad proti Kimercem. Rusa I. je za boj proti njim zbral vse svoje razpoložljive oborožene sile, a je bil poražen. Guverner urartske province Uišini je bil v bojih ubit, vrhovnega poveljnika in dva guvernerja pa so Kimerci ujeli, kar dokazuje njihovo veliko vojaško moč.
Po porazu so se urartske sile umaknile v Kuriani,  Rusa I. pa je odšel v provinco Uazaun. Novoasirska obveščevalna poročila so trdila, da se v Urartuju bojijo napada Novoasirskega cesarstva in da se v kraljestvu širi panika, vendar so razmere v Urartuju ostale mirne. Mušaširski kralj Urzana se je osebno, kralj Hubuškije pa preko pooblaščenca odpravil  na srečanje z Ruso I., da bi ponovno potrdil svojo zvestobo Urartuju.
Poraz proti Kimercem je dovolj oslabil Urartu, da je Sargon II. leta 714 pr. n. št. napadel Urartu in ga premagal. Kralj Rusa I. je naredil samomor. Za novega kralja Urartuja je bil okronan njegov sin Melartua. Čeprav je bila moč Urartuja po teh porazih tako omajana, da je prenehal nadlegovati Manajce in novoasirske province na Iranski planoti, je  pod Melartujevim naslednikom Argištijem II. (vladal 714 – 680 pr. n. št.) ostal največja sila v zahodni Aziji.
Po novoasirskih poročilih iz časa Sargona II. se je kralj Kimercev, čigar ime v teh poročilih ni omenjeno, utaboril v pokrajini Ušunali. Isti kimerski kralj je iz Manaja napadel Urartu, oropal več regij, vključno z Arhijem, in dosegel mesto Hudidae blizu središča Urartuja. Urartski guverner Uišinija je zaprosil za vojaško pomoč kralja Urzano iz Mušaširja, da bi zaščitil prebivalce Pulije in  Suriane.
Urartu je za boj proti tej kimerski invaziji mobiliziral svoje oborožene sile in počakal na zimo, ko je sneg blokiral ceste in oviral mobilnost kimerskih konj, potrebnih za prevoz in bojevanje.
Kimerci so po napadih na Urartu  na njegovih severovzhodnih mejah  vzpostavili vplivna območja, kar jim je omogočilo dostop do Anatolske planote. V nekaterih delih zahodne Iranske planote in Zakavkazja so kot prevladujoča sila prevzeli vlogo, ki jo je pred tem imel Urartu.

##### Smrt Sargona II.
Frigijski kralj Midas je, verjetno zaradi strahu pred Kimerci, leta 709 pr. n. št. sklenil protikimersko zavezništvo s Sargonom II., pred tem hudim frigijskim sovražnikom.
Leta 705 pr. n. št. je Sargon II. krenil na pohod proti uporniškemu novoasirskemu vazalu, novohetitskemu kraljestvu Tabal v Anatoliji. Na strani Tabala so se borili tudi Kimerci. Sargon II. je bil na pohodu ubit, verjetno v bitki proti tabalskemu vladarju Gurdiju iz Kulumuja.
Po smrti Sargona II. se je Gurdijevo kraljestvo okrepilo, medtem ko je Novoasirsko cesarstvo izgubilo nadzor nad Tabalom, ki je večinoma prišel pod Gurdijevo oblast. Sargonov sin in naslednik Sanherib (vladal 705 – 681 pr. n. št.) je leta 695 pr. n. št. napadel Gurdija pri Tilu, vendar je Gurdiju uspelo pobegniti pred Asirci.
Sanherib je nato prenehal vdirati v Anatolijo in je zavaroval severozahodne meje svojega cesarstva od Kilikije do Melide in Harrana. Kimerci zato med Sanheribovo vladavino v novoasirskih zapisih niso več omenjeni, ponovno pa so se pojavili med vladavino Sanheribovega sina in naslednika Asarhadona.
Kimerci so  v tem obdobju morda prekinili svoje sovražnosti z Urartujem in med vladavino Argištija II. delovali kot plačanci v urartski vojski. Kimerci, ki so služili v urartski vojski, so bili morda tisti, ki so postavili več nagrobnih kipov v regiji Mušašir, podobnih nagrobnim kipom stepskih nomadov. 

##### Kimerci v asirski vojski
Do leta 680 in 679 pr. n. št. je nekaj kimerskih vojaških oddelkov služilo v novoasirski vojski. Vojaki bi lahko bili ujetniki, Kimerci, rekrutirani v novoasirsko vojsko, ali zgolj asirski vojaki, opremljeni v kimerskem slogu, se pravi s kimerskih loki in puščicami.

##### Razdelitev Kimercev
V obdobju, ki ustreza vladavini novoasirskega kralja Asarhadona (vladal 681 – 669 pr. n. št.), so se Kimerci razdelili na dve veliki skupini:
- večina Kimercev se je preselila iz Zakavkazja v Anatolijo in postala zahodna skupina Kimercev,
- manjša skupina, v novoasirskih virih imenovana Indarejci (𒇽𒅔𒁕𒊒𒀀𒀀, Indaruāya[115]), pa je ostala na Iranski planoti na območju blizu Manaja, kjer so bili naseljeni že od časa Sargona II., in izoblikovala vzhodno skupino Kimercev.

Obe skupini sta še naprej ostali del iste stepske nomadske entitete, ki je bila organizirana odvisno od političnih sprememb. Takšna organizacija je bila prisotna tudi med:
- staroveškimi Šiungnuji, katerega knezi in plemiči so bili razdeljeni v vzhodno in zahodno skupino,[117] in med
- srednjeveškimi turškimi Oguzi, organiziranimi v eno samo kraljestvo.[118]

Premiki Kimercev in Skitov v Anatolijo in na Iransko planoto so delovali kot katalizator za prevzem evrazijske nomadske vojaške in konjeniške opreme v več zahodnoazijskih državah. V 7. in 6. stoletju pr. n. št. so bile konice puščic in sigmoidni loki stepskih konjenikov najnaprednejše strelsko orožje svojega časa, tehnično in balistično boljše  od domače zahodnoazijske lokostrelske opreme.
Kimerske in skitske trgovske postojanke in naselbine na mejah različnih zahodnoazijskih držav so v tem času oskrbovale te države z različnim blagom, podobno kot so daljnovzhodni stepskimi nomadi oskrbovali Dinastijo Tang.

#### Kimerci na Iranski planoti
Vzhodna skupina Kimercev se je ustalila na severozahodni Iranski planoti in se kasneje pomaknila proti jugu v Medijo.

##### V Maneji

###### Skitska širitev v zahodno Azijo
Potem ko so se naselili v Zakavkazju, so Skiti postali drugi val stepskih nomadov, ki so se od tam razširili proti jugu. Sledili so zahodni obali Kaspijskega jezera in skozi Kaspijska vrata obšli Visoki Kavkaz. V Zakavkazju so se prvič pojavili okoli leta 700 pr. n. št. Skiti niso po selitvi nikoli izgubili stika z osrednjim skitskim kraljestvom v kavkaški stepi in postali zgolj njegov podaljšek.
Skiti so se naselili v vzhodnem Zakavkazju in na severozahodni Iranski planoti med srednjim tokom Cirusa in Arasa. Od tam so se razširili v pokrajine, ki ustrezajo sedanji Gandži, Mungečevirju in Muganski ravnini ter v stepe sedanjega Azerbajdžana. Pokrajine so bile središče njihovega delovanja do okoli 600 pr. n. št.  Del Zakavkazja, ki so ga poselili Skiti, je v akadskih virih  iz Mezopotamije postal znan  kot māt Iškuzaja (𒆳𒅖𒆪𒍝𒀀, dežela Skitov).
Prihod Skitov v zahodno Azijo približno 40 let po prihodu Kimercev kaže, da ni razpoložljivih dokazov o kasnejšem grško-rimskem poročilu, da so Kimerci prečkali Kavkaz pod pritiskom Skitov, ki so se selili na njihovo ozemlje.

###### Napadi na Novoasirsko cesarstvo
Z zmago Kimercev nad Urartujem in uspešnim pohodom Sargona II. na Urartu leta 714 pr. n. št., ki je odpravil Urartu kot grožnjo Novoasirskemu cesarstvu, Maneja ni bila več potrebna kot varovalno območje pred napadi na Asirsko cesarstvo, medtem ko so Manejci na novoasirske zahteve gledali kot na nepotrebno breme. Manejski kralj Ahšeri (vladal ok. 675 – ok. 650 pr. n. št.) je zato sprejel Kimerce in Skite kot dobrodošle zaveznike, ki bi lahko njegovemu kraljestvu ponudili zaščito in omogočilo odpor proti Asircem. Ahšeri je postal nasprotnik   novoasirskega kralja Sanheriba in njegovih naslednikov Asarhadona in Asurbanipala.
Prva dokumentirana omemba Skitov je v zapisih  Novoasirskega cesarstva iz okoli leta 680 pr. n. št., ki podrobno opisujejo prve skitske dejavnosti v zahodni Aziji in se nanašajo na prvega zabeleženega skitskega kralja Išpakajo kot zaveznika Manejcev.
Približno v tem času je Ahšeri oviral operacije Novoasirskega cesarstva proti njemu samemu in Manejcem, medtem ko so Skiti skupaj z vzhodnimi Kimerci, Manejci in Urartci omenjeni kot morebitna grožnja za komunikacijo med Novoasirskim cesarstvom in njegovim vazalom Hubuškijo. Novoasirski zapisi omenjajo kimersko-skitske sile, skupaj z Medijci in Manejci, kot možno grožnjo pobiranju davka v Maneji.
Med temi napadi so Skiti skupaj z vzhodnimi Kimerci uspeli prodreti daleč preko osrednje Iranske planote in napasti novoasirski provinci Parsua in Bīt-Hamban. Prodrli so celo do Jašuhe,  Šamaš-naširja in Zamue v dolini reke Dijala. V enem od skitsko-kimerskih napadov so izropali majhno mesto Milkija, uničili Bit-Akiti (Hiša novoletnega festivala) tega mesta, da jo je moral Asarhadon  ponovno zgraditi. Napadi v osrčje cesarstva so tako šokirali Asirce, da so z vedeževanjem želeli izvedeti, ali se bodo morali soočiti s še več takimi vdori.
Medtem so Medijci, ki so se pod Ahšerijem okrepili, verjetno zaradi prilagajanja in vključevanja bojnih tehnologij svojih kimerskih in skitskih zaveznikov, uspelo zavzeti nekaj asirskega ozemlja, vključno s trdnjavama Šaru-ikbi in Dur-Ilil, in ga  obdržal do okoli 650. let pr. n. št.
Pod Argištijem II. je Urartu poskušal obnoviti svojo moč s širitvijo proti vzhodu proti gori Sabalan, morda zato, da bi zmanjšal pritisk Skitov, Kimercev in Medijcev na trgovske poti čez Iransko planoto in stepe. Urartu je ostal velika sila tudi pod Agrištijevin naslednikom Ruso II. (vladal 680 – 639 pr. n. št.), ki je zgradil niz trdnjav okoli Vanskega jezera, v okolici današnjega Erevana  in severno od jezera Urmija. Vse trdnjave so bile namenjene nadzoru dejavnosti koalicijskih sil Skitov, Manejcev in Medijcev.
Zavezniške sile Kimercev, Manejcev in Skitov je nekje med letoma 680 in 677 pr. n. št. porazil Sanheribov sin in kasneje naslednik Asarhadon (vladal 681 – 669 pr. n. št.). Na povračilnem pohodu je prodrl globoko na manejsko ozemlje do gore Damavand in države Patušara (Patišorija) na robu Velike slane puščave. Kralj Išpakaja je bil je bil med pohodom ubit v bitki proti Asarhadonovim silam. Kot kralj Skitov ga je nasledil Bartatua,  s katerim se je Asarhadon morda takoj začel pogajati za mir.
Ko so Kimerci zapustili svojo domovino severno od Kavkaza in se preselili v zahodno Azijo, da bi tam plenili, jih zadeve lokalnih zahodnoazijskih držav niso zanimale. Bojevali so se za tistega, ki jim je bil sposoben plačati največ. Asarhadon je to  izkoristil in se nekje pred letom 675 pr. n. št. začel v tajnosti pogajati z vzhodnimi Kimerci. Slednji so mu obljubili nevtralnost in nevmešavanje v Asarhadonov napad na Manejce okoli leta 675 pr. n. št.  Ker so bili Kimerci tujci z zelo drugačno kulturo in se zato niso bali mezopotamskih bogov, je Esarhadonov vedeževalec in svetovalec Bel-ušezib gledal na vzhodne Kimerce kot na možne zaveznike Manejcev in Esarhadonu svetoval, naj vohuni tako za njimi kot za Manjejci.
Asarhadonova druga invazija na Manejce ni bila uspešna, ker so ga Kimerci prevarali. Odnosi med Manejci in Asirci so ostali sovražni, Kimerci pa so ostali manejski zavezniki do obdobja od 671 do 657 pr. n. št. Novoasirsko cesarstvo se je zaradi tega neuspeha  sprijaznilo z čakanjem na naslednji pohod proti Manejcem, dokler Kimerci ne bodo več predstavljali grožnje ta njihovo cesarstvo.
Približno v tistem času so bili okoli severne meje Elama dejavni tudi Indarejci. Nekateri od njih so se morda preselili na južno Iransko planoto, kjer so v luristansko bronasto kulturo verjetno vnesli bronaste izdelke kobanske kulture.

##### Zavezništvo z Medijci
Novoasirsko cesarstvo ni ostalo ravnodušno do sklenitve zavezništva med Kimerci, Manejci in Skiti in je kmalu po diplomatski poti poskušalo ločiti Ahšerija od njegovih zaveznikov. Leta 672 pr. n. št. so po Bartatujevi prošnji za roko Asargadonove najstarejše hčerke Šerua-etitrat in njegovi obljubi, da bo sklenil zavezniški sporazum z Novoasirskim cesarstvom, so  Skiti postali asirski zavezniki.
Poroka med Bartatuo in Šerua-etirat se je verjetno zgodila, ker se Skiti v asirskih zapisih odtlej niso več omenjali kot asirski sovražniki. Skitsko kraljestvo je ostalo v prijateljskih odnosih z Novoasirskim cesarstvom tudi pod Bartatujevim sinom in naslednikom Madijem.
Vzhodni Kimerci so ostali sovražniki Asirije in bili skupaj z Medijci zavezniki Elipov proti invaziji Neoasirskega cesarstva med ok. 672 in ok. 669 pr. n. št.  Vzhodni Kimerci so v tem času napadli asirsko provinco Šubrijo v južnem Armenskem višavju.
Posledično je Novoasirsko cesarstvo vse teže nadziralo medijske mestne države in različne državice v gorovju Zagros. Medijska poglavarja Kaštaritu iz Karkašija in Dusani iz Saparde sta kmalu postala dovolj močna, da je Novoasirsko cesarstvo njuni državi štelo za glavni sili v Mediji. Ko se je Kaštaritu uprl Novoasirskemu cesarstvu in okoli leta 671 do okoli 669 pr. n. št. ustanovil prvo neodvisno medijsko  kraljestvo, so pri tem sodelovali tudi vzhodni Kimerci.
Okoli leta 669 pr. n. št. so vzhodni Kimerci doživeli poraz z novoasirsko vojsko in bili prisiljeni umakniti se na svoje ozemlje.
V  poznih 660. ali zgodnjih 650. letih pr. n. št. so vzhodni Kimerci zapustili Iransko planoto in se umaknili na zahod v Anatolijo, da bi se pridružili zahodnim Kimercem. Ker je bil Ahšeri odvisen od svojega  zavezništva s Kimerci in Skiti,  je njihov odhod Asarhadonovemu nasledniku Asurbanipalu (vladal 669 – 631 pr. n. št.) dal priložnost, da napade Manejce in si povrne nekaj naselbin, ki so jih zavzeli Manejci. Ahšeri bi se lahko sam uspešno uprl novoasirskemu vdoru, vendar so ga notranja nasprotovanja dovolj oslabila, da so ga prebivalci v uporu odstavili in ubili. Ahšerijev sin Uali je upor zadušil in se podredil Novoasirskemu cesarstvu. Asurbanipalov položaj se je po odhodu Kimercev  dovolj okrepil, da je  končno ponovno vzpostavil novoasirsko oblast nad Manejo.

#### V Anatoliji
Zahodna skupina Kimercev se je neznano kdaj preselila v Anatolijo,, kjer je bila še posebej aktivna v Tabali, Frigiji in Lidiji in bi bila vpletena v vojne s slednjima dvema državama in Novoasirskim cesarstvom.. Cesarstvo se je izogibalo konfrontacijam s Kimerci, razen če je bilo potrebno. Selitev Kimercev v Anatolijo je arheološko potrjeno v širjenju skitske kulture v to regijo.

##### Poraz z Esarhadonom
Približno v tistem času so vladarji novohetitskega kraljestva Kibistra, ki je zasedalo strateški položaj na številnih poteh, ki so povezovale nižavje Konje s Kilikijo, morda zaprosili za pomoč Kimerce pred morebitnimi novoasirskimi poskusi prevzema oblasti nad njihovo regijo po smrti Varpalave II. iz Tuvane. Mogoče je tudi, da so Kimerci sami poskušali vdreti v to regijo. Novoasirsko cesarstvo je poskušalo ohraniti svoj  nadzor nad Kilikijo in leta 679 pr. n. št. izvedlo pohod, na katerem je Asarhadon ubil zahodnega kimerskega kralja Teušpo in nekaj ozemlja priključil k svojemu cesarstvu.
Kljub tej zmagi in kljub temu, da je Asarhadonu uspelo ustaviti napredovanje Kimercev v novoasirski provinci Kue, njegove vojaške operacije niso bile dovolj uspešne, da bi Asirci trdno zavzeli območja okoli Hubišne. Asirci tudi niso mogli zavarovati meja Novoasirskega cesarstva, zaradi česar je bila provinca Kue ranljiva za vdore Tabale, Kuzuraka in Hilakuja, ki so bili zavezniki zahodnih Kimercev. Slednji so v tistem času že utrdili svojo oblast Anatoliji in verjetno obdržali stike s Hibišno.

##### Invazija na Frigijo
Ker Urartu ni bil sposoben zaustaviti kimerskega napredovanja, so zahodni Kimerci pod svojim kraljem Dugdamijem  okoli leta 675 pr. n. št. vdrli in uničili Frigijsko kraljestvo in izropali njegovo prestolnico Gordion. Frigijski kralj Midas je storil samomor. Zdi se, da se Kimerci niso niti naselili v mestu niti uničili njegovih utrdb.
Zahodni Kimerci so se nato naselili v Frigiji, podredili del Frigijcev  in nadzirali veliko ozemlje od meje Frigije z Lidijo na zahodu do njene meje z Novoasirskim cesarstvom na vzhodu. Kapadokijo so spremenili v središče svojih operacij.
Ti zahodni Kimerci so kmalu postali stalni naseljenci in do ok. 670 pr. n. št. vzpostavili svojo oblast nad avtohtonimi anatolskimi naselbinami in tudi sami ustanavljali svoje naselbine. Glavno mesto kimerskega kralja Dugdamija je bilo mesto Harzale. Vsaka naselbina je imela svojega upravitelja, ki ga novoasirski viri imenujejo gospod mesta (novoasirsko akadsko 𒇽𒂗𒌷𒈨𒌍, romanizirano bēl ālāni). Upravitelji niso bili samo Kimerci, ampak tudi pripadniki drugih etničnih skupin, ki so živele znotraj Dugdamijevega kraljestva.
Po izročilu, ki ga je kasneje zapisal Štefan Bizantinec, so Kimerci v podzemnih kaščah frigijske vasi Sjasos našli nekaj deset tisoč medimnojev pšenice, s katero so se dolgo hranili. 

##### Dejavnosti v Anatoliji
Ko je Asarhadon leta 673 pr. n. št. osvojil bližnjo državo Šubrijo, ga je podpiral Rusa II., kar potrjuje obdobje brez spopadov med Urartujem in Asirijo med vladavino Ruse II. in Asarhadona.
Asirski viri iz približno tega istega časa so zabeležili kimersko prisotnost tudi na območju novohetitske države Tabale in širjenje njihovega vpliva na nižino okoli Konye.
Asirsko besedilo, napisano približno med letoma 672 in 669 pr. n. št., omenja, da so Kimerci skupaj s Frigijci in Kilicijci ogrožali novoasirsko ozemlje okoli Melida, ki so ga malo pred tem osvojili Asirci .
Zahodni Kimerci so bili v 670. letih pr. n. št. dejavni v  Tabali, Hilakuju in Frigiji in v zavezništvu s tema nekdanjima državama napadali zahodne novoasirske province.  Neznano kdaj so zahodni Kimerci vdrli tudi v Bitinijo, Paflagonijo in Troado.
V zgodnjih 660. letih pr. n. št. je moč Kimercev dramatično narasla in postali so gospodarji Anatolije. Obvladovali so obsežno ozemlje, ki je na zahodu mejilo na Lidijo, zajemalo Frigijo in segalo do gorovja Taurus v Kilikiji in meje Urartuja na vzhodu. Na severu je segalo do Črnega morja in na jugu do Sredozemskega morja.
V nemirih, ki jih je Novoasirsko cesarstvo doživljalo zaradi dejavnosti Kimercev v Anatoliji, so se številni vladarji  v Anatoliji poskušali otresti novoasirske nadvlade.  Ko je Asarhadona nasledil Asurbanipal, so Kimerci dejansko dokončali novoasirsko oblast v Anatoliji.

##### Ponovna združitev Kimercev
V poznih 660. ali zgodnjih 650. letih pr. n. št., so se zahodni Kimerci okrepili z vzhodnimi Kimerci, ki so zapustili zahodno Iransko planoto in se preselili na zahod v Anatolijo. 

###### Prvi stiki z Grki
V začetku 8. stoletja pr. n. št. so stari Grki začeli organizirati prve odprave v Črno morje. Po  srečanjih s prijaznimi domačimi so kmalu začeli trgovati in graditi prva trgovska naselja. Prva grška kolonija v Črnem morju, ki so jo ustanovili naseljenci iz Mileta okrog leta 750 pr. n. št., je bil Sinop. Na tem območju so bili v tistem času dejavni Kimerci, ki so v 7. stoletju pr. n. št. med napadom na Paflagonijo uničili Sinop in ubili njegovega ustanovitelja Habrona. Kimerci so morda uničili tudi grško kolonijo Kizik, da so ga morali kasneje ponovno ustanoviti. Kimerci so takrat prvič prišli v stik z Grki v Anatoliji.
Leta  671 in 670 pr. n. št. so kimerski kontingenti služili v asirski vojski. Novoasirski viri od okoli 700 pr. n. št. do okoli 650 pr. n. št. omenjajo širjenje kimerske vojaške tehnologije in opreme, ki jo omenjajo kot "kimerski usnjeni jermeni" in "kimerski loki".

##### Prva vojna z Lidijo
Po utrditvi svojih vzhodnih in jugovzhodnih meja z Novoasirskim cesarstvom so Kimerci v poznih 670. in zgodnjih 660. letih pr. n. št.  pod vodstvom Dugdamija preusmerili svoje dejavnosti proti zahodni Anatoliji in napadli Lidijo, ki je pod svojim kraljem Gigom zapolnjevala vakuum moči v Anatoliji, ki je nastal z uničenjem Frigijskega cesarstva. Lidija se je uveljavila kot nova vzhajajoča regionalna sila.
Lidija se ni mogla upreti invaziji Kimercev in Gig je leta 666 pr. n. št. poskušal po diplomatski poti pridobiti podporo Novaosirskega cesarstva. Gig ni sprejel asirske nadoblasti, Asurbanipalu pa je redno pošiljal svoje delegacije in darila. Asurbanipal je ocenil, da je prisotnost Kimercev v Anatoliji koristnejša od boja proti njim. Politikantsko je še naprej sprejemal Gigove pohvale in darila, mu v zameno obljubljal podporo bogov Ašurja in Marduka in ga pustil čakati brez kakršne koli vojaške podpore.
Gigov boj proti Kimercem se je kmalu tudi brez novoasirske podpore obrnil v njegovo korist. Okoli leta  665 pr. n. št.  in okoli 660 pr. n. št. jih je premagal in poslali ujete kimerske mestne gospode Asurbanipalu kot diplomatsko darilo.
Poraz Kimercev v vojni z Gigom je tako oslabil njihova zaveznika, Mugaluja iz Tabale in Sandašarmeja iz Hilakuja, da nista imela druge izbire, kot da se okoli 662 pr. n. št. podredita Novoasirskemu cesarstvu.

##### Dogajanja v Levantu
Zahodni Kimerci so se zaradi krepkega odpora Lidijcev na zahodu  premaknili proti vzhodu proti Novoasirskemu cesarstvu. Njihova moč se je kljub porazu z Gigom okoli leta 660. pr. n. št. tako okrepila, da so od okoli 657 pr. n. št. zavladali ne samo na velikim ozemljem v Anatoliji, ampak so osvojili tudi nekaj zahodnih pokrajin Novoasirskega cesarstva, med njimi provinco Kue, in celo del Levanta.
Kimerske osvojitve so Asurbanipala zaskrbele in je iskal odgovore na grožnjo v vedeževanju. Asirski astrolog Akulanu je leta 657 pr. n. št. kimerskega kralja Dugdamija naslavljal s šar-kiššati (kralj vesolja).  V mezopotamskem gledanju na svet je ta naslov lahko v danem trenutku pripadal samo enemu vladarju na svetu, običajno kralju Novoasirskega cesarstva. Pripisovanje naslova šar-kiššati tujemu vladarju je bilo brez primere in se v  Novoasirskem cesarstvu še ni zgodilo.
Akulanu je Asurbanipalu zagotovil, da bo sčasoma ponovno pridobil kiššūtu, to je svetovno oblast, ki mu je upravičeno pripadala, od zahodnih Kimercev, ki so jo uzurpirali.
To izjemno stanje je pomenilo, da so zahodni Kimerci pod svojim najmogočnejšim kraljem Dugdamijem postali sila, ki se je je bal celo Asurbanipal. Zahodni Kimerci so v zahodni Aziji postali enako močni kot Novoasirsko cesarstvo.
Stanje je ostalo nespremenjeno do konca 650. let in zgodnjih 640. let pr. n. št.   Asurbanipal je rešitve pogosto spet iskal v preročiščih. Eden od odgovorov, ki ga je dobil leta 652 pr. n. št., je trdil, da je boginja Ištar Ašurbanipalu obljubila, da bodo Kimerci poraženi na podoben način, kot je Asurbanipal porazil Elamce in ubil njihovega kralja Temptija leta 653 pr. n. št.
Asurbanipalovi neuspehi so skupaj z njegovo zavrnitvijo vojaške podpore Lidiji tako diskreditirali novoasirsko moč, da je Gig spoznal, da se ne more zanašati na asirsko podporo proti Kimercem. Ko so se napadi Kimercev na njegovo kraljestvo zmanjšali, je prekinil diplomatske odnose z Asirci in poslal svoje vojake v Egipt na pomoč Psametiku I., ki je bil novoasirski vazal. Asurbanipal se je na Gigovo odločitev odzval tako, da ga je preklel.

##### Izčrpanje Asirije
Novoasirska moč je doživela nov pomemben udarec leta 652 pr. n. št., ko se je Asarhadonov najstarejši sin in babilonski kralj Šamaš-šum-ukin uprl svojemu mlajšemu bratu Asurbanipalu. Asurbanipal je potreboval kar štiri leta, da je popolnoma zatrl babilonski upor, in še eno leto za uničenje Elama, ki je podpiral Šamaš-šum-ukina. Asurbanipal je nato obdržal oblast v Babiloniji do konca svoje vladavine, Novoasirsko cesarstvo pa je državljanska vojna zelo izčrpala.

##### Napad na Šubrijo
V 650. letih pr. n. št. so bili zahodni Kimerci povezani z Urartujem  in služili kot pomožna vojska v napadih urartskega  kralja Ruse II. na Šubrijo blizu urartske meje. Urartu je z vključitvijo stepskih nomadov v svoje oborožene sile poskušal prevzeti tudi njihovo vojaško tehnologijo.

##### Zavezništvo s Treri
Neznano kdaj v 7. stoletju pr. n. št. se je tračansko pleme Treri preselilo čez Traški Bospor in s severozahoda vdrlo v Anatolijo. Treri so se povezali s Kimerci in se nato od okoli leta 650 pr. n. št. skupaj z njimi selili po Anatoliji.

##### Drugi napad na Lidijo
Kimerci in Treri pod Dugdamijem in trerskim kraljem Kobosom ter v zavezništvu z Likijci so leta 644 pr. n. št. drugič napadli Lidijo. Tokrat so premagali Lidijce in zavzeli njihovo glavno mesto Sarde, razen citadele. Lidijski kralj Gig je med napadom umrl. Novoasirski viri so za Gigovo smrt krivili njegovo lastno nadutost, to je njegova samosvoja dejanja. Trdili so, da so Kimerci vdrli v Lidijo in ga ubili za kazen, ker je Psametiku I. priskrbel čete, s katerimi je uničil proasirske egipčanske kralje in združil Egipt pod svojo oblastjo.
Giga je nasledil njegov sin Ardis II., ki je vzpostavil diplomatske stike z Novoasirskim cesarstvom v  upanju na vojaško podporo, ki je Asurbanipal spet ni zagotovil. Ardis je bil prisiljen postati kimerski vazal.

##### Napad na Jonijo in Eolijo
Potem ko sta oplenila Sarde, sta Dugdami in Kobos povedla zahodne Kimerce in Trere v napad na grški mestni državi Jonijo in Eolijo na zahodni obali Anatolije. Uničila sta mesti Magnezijo ob Meandru in Artemidin tempelj v Efezu. Odporu proti napadalcem se je pridružilo mesto Kolofon.
Kimerci so na zahodni obali Anatolije, naseljeni z Grki, ostali tri leta, od okoli 644 do okoli 641 pr. n. št. Njihova prisotnost je veliko prebivalcev obalnih pokrajin prisilila na beg na egejske otoke.

##### Dejavnosti v Kilikiji
Ko so Kimerci in Treri začutili, da se je asirska moč po zadušitvi upora Šamaš-šum-ukina izčrpala, so se leta 640 pr. n. št. preselili v Kilikijo na severozahodni meji Novoasirskega cesarstva. Dugdami se je  povezal z Musijem, Mugalujevim sinom in naslednikom prestola uporniške asirske vazalne države Tabale, da bi napadel Novoasirsko cesarstvo.
Urartci, ki so leta 643 pr. n. št. še vedno plačevali davek Novoasirskemu cesarstvu, so bili po prihodu Kimercev  prisiljeni sprejeti kimersko nadoblast.
Musi je pred načrtovanim napadom na Neoasirsko cesarstvo umrl. Njegovo kraljestvo je propadlo, ko je njegova elita pobegnila ali je bila deportirana v Asirijo. Med Kimerci je izbruhnil upor proti Dugdamiju, ki se je končal  s prekinitvijo sovražnosti z Novoasirskim cesarstvom in sklenitvijo zavezništva. Asurbanipal je prisilil Dugdamija,  da je prisegel, da ne bo napadel Novoasirskega cesarstva.

##### Dugdamijeva smrt
Dugdami je kmalu prelomil prisego in ponovno napadel Novoasirsko cesarstvo, vendar je med vojaškim pohodom hudo zbolel. Polovica njegovega telesa je bila paralizirana, bruhal je kri in dobil gangreno genitalij in je zato leta 640 pr. n. št. naredil samomor.
Dugdamija kot kralja zahodnih Kimercev v Kilikiji je nasledil njegov sin Sandakšatru, ki je nadaljeval napade na Novoasirsko cesarstvo,  vendar je propadel, tako kot njegov oče.
Po Dugdamijevi smrti se je moč Kimercev hitro zmanjšala. Lidijska kralja Ardis II. in Sadjat sta leta 637 pr. n. št. oziroma 635 pr. n. št. morda umrla v boju s Kimerci ali bila odstavljena, ker se nista mogla učinkovito bojevati z njimi.

##### Končni poraz
Lidijsko kraljestvo se je kljub tem neuspehom okrepilo. Zdi se, da zato, ker so Lidijci prevzeli kimerski način vojskovanja, se pravi konjenico, vendar so poleg lokov uporabljali tudi dolge sulice.
Okoli leta 635 pr. n. št. so Skiti pod svojim kraljem Madijem  z novoasirsko odobritvijo osvojili Urartu in vdrli v osrednjo Anatolijo. Na pohodu so premagali Kimerce in Trere. Kimerci po tem porazu niso več ogrožali Novoasirskega cesarstva.
V napisu, napisanem malo po letu 638 pr. n. št., se je Asurbanipal zahvalil bogu Marduku za usodo, ki je doletela Sandakšatruja, kar namiguje, da je doživel grozljivo smrt, podobno očetovi.
Kimerci so po tem dokončnem porazu popolnoma izginili iz zgodovine in so jih kmalu asimilirali prebivalci Anatolije.  Približno takrat so izginile tudi zadnje še obstoječe asirsko-hetitske in aramejske države v Anatoliji, ki so bile neodvisne ali vazali  Novoasirskega cesarstva, Frigije, Urartuja ali Kimercev. Točne okoliščine njihovega konca so še vedno zelo nejasne.
Skitska moč v Zahodni Aziji je pod Madijem dosegla svoj vrhunec. Skitsko ozemlje je segalo od reke Halis na zahodu Anatolije do Kaspijskega jezera na vzhodu in od Zakavkazja na severu do severnih meja Novoasirskega cesarstva na jugu. Po porazu Kimercev in izginotju anatolskih državic je novo Lidijsko cesarstvo pod Aliatom postalo prevladujoča sila v Anatoliji. Grški kolonisti so ponovno ustanovili Sinop.

##### Vpliv Kimercev v zahodni Aziji
Vdori Kimercev in Skitov v zahodno Azijo v času od 8. do 7. stoletja pr. n. št. so destabilizirali politično ravnovesje med prevladujočimi velikimi silami Asirijo, Urartujem in Frigijo,  povzročili upad moči teh držav in posledično vzpon številnih novih držav, predvsem Medije in Lidije.  Geopolitični položaj v zahodni Aziji se je nepovratno spremenil. S prihodom Kimercev in Skitov so se v zahodni Aziji razširile vojaške tehnologije stepskih nomadov.

### Možne selitve v Evropo
Obstaja hipoteza, ki trenutno velja za zelo nezanesljivo, da so se nekateri Kimerci morda preselili v vzhodno, jugovzhodno in srednjo Evropo.
Zagovorniki selitve Kimercev v jugovzhodno Evropo domnevajo, da je segala vse do Trakije, kjer so se med letoma 700 in 650 pr. n. št. povezali Edoni in na račun Skitov in Siropeonov okupirali Migdonijo in ozemlje do Vardarja.
Zagovorniki hipoteze o kimerskem vdoru domnevajo, da so vplivali tudi na jugovzhodno Ilirijo, kjer so skupaj s Tračani okoli leta 650 pr. n. št. končali hegemonijo ilirskih plemen. Značila kimerska konjska oprava, najdena kot dar templju v Dodoni, kaže, da so morda vdrli tudi v Epir.

### Zapuščina

#### Starodavni Kimerci

##### V Evropi
Ljudstva kompleksa Černogorovka-Novočerkask, katerega del so bili Kimerci, so v srednjo Evropo uvedli uporabo hlač, ki jih lokalno domorodno evropsko prebivalstvo do prihoda prvega vala srednjeazijskih stepskih nomadov ni nosilo.

##### V Zahodni Aziji
Vdori Kimercev in Skitov v Zahodno Azijo med 8. in 7. stoletjem pr. n. št., zgodnjih predhodnikov kasnejših stepskih nomadov, so destabilizirali politično ravnotežje med prevladujočimi velikimi silami Asirijo, Urartujem in Frigijo ter povzročili propad in uničenje več teh držav. Posledično je propad omogočil vzpon številnih novih sil, kot sta bila imperija Medijcev in Lidijcev, kar je nepovratno spremenilo geopolitično sliko zahodne Azije.
Ti Kimerci in Skiti so v zahodno Azijo prinesli in med svojo hegemonijo razširili vojaško tehnologijo stepskih nomadov.
Po koncu Novoasirskega cesarstva in osvojitvi Novobabilonskega cesarstva, ki so ga nasledili perzijski Ahemenidi, so začeli babilonski pisarji perzijskega Ahemenidskega cesarstva zaradi njihovega podobnega nomadskega načina življenja uporabljali ime Kimerci (Gimiri, novobabilonsko akadsko 𒆳𒄀𒈪𒅕in 𒆳𒄀𒂆𒊑) za vse stepske nomade, vključno s pontskimi Skiti in srednjeazijskimi Saki. Ahemenidski babilonski pisarji so zato loke, ki so jih uporabljali saški lokostrelci, imenovali 'kimerski loki' (𒄑𒉼 𒄀𒂆𒊒𒄿𒋾, kaštu Gimirrîti in 𒄑𒉼𒈨 𒄀𒂆𒊒𒀪, kašātu Gimirruʾ). Podobno so Grki vse nomade imenovali Skiti, Bizantinci pa so za Skite šteli Hune, Slovane in druga vzhodna ljudstva tudi potem, ko so dejanski Skiti izginili.
Kimerci se v hebrejski Bibliji imenujejo Gōmer (hebrejsko גֹּמֶר). Ime je tesno povezano s podobnim aškenaskim izrazom  Gamer, ki pomeni Skite.
Napis iz leta 283 pr. n. št. omenja, da sta se grški mestni državi Samos in Priena še vedno tožarili zaradi ozemlja Batinetisa, ki je bilo zapuščeno med kimerjsko invazijo na Jonijo in Eolijo.
Armenci so na podlagi svetopisemskega Gōmerja nižavje okoli Konye v Kapadokiji imenovali Gamirkʿ (Γامیرڧ).

##### V grško-rimski književnosti

###### HomerjevaOdiseja
Prva omemba Kimercev v grško-rimski književnosti sega v 8. stoletje pr. n. št. V Homerjevi Odiseji so  opisani kot ljudstvo, ki živi ob vhodu v Had onstran zahodne obale reke Ocean, ki obkroža svet, v deželi, proti kateri je odplul Odisej, da bi dobil prerokbo od duše vidca Tirezija. Dežela je bila prekrita z meglami in oblaki in je zato ostala trajno prikrajšana za sončno svetlobo, čeprav je tam bival sončni bog Helios.
Omemba Kimercev v Odiseji je bila povsem pesniška  in je združevala domišljijo z zapisi resničnih dogodkov ter resničnost z nadnaravnimi elementi, zato ni vsebovala nobenih zanesljivih informacij o resničnih Kimercih. Njihova podoba je bila ustvarjena kot pesniško nasprotje Lestrigonov in Etiopcev, ki so v starogrški mitologiji živeli v stalno s soncem obsijani deželi na vzhodnih mejah sveta.
Homerjev odlomek o Kimercih se je kot vir uporabil v mitu o Argonavtih, ki opisuje Črno morje in Kolhiodo, na katere vzhodnih mejah so še v 8. stoletju pr. n. št. živeli Kimerci. Ozemlje ustreza severnemu Zakavkazju. Ozemlje Kimercev, opisano v mitu o Argonavtih, ustreza ozemlju v Aristejevi pesnitvi Arimaspea iz poznega 7. stoletja pr. n. št. in Herodotovih spisih. Oba avtorja opisujeta Kimerce kot ljudstvo, ki je nekoč prebivalo v stepi neposredno severno od Kaspijskega jezera. Vzhodno mejo med njimi in Skiti je tvorila reka Araks (Volga).

###### 6. stoletje pr. n. št.
Grki, ki so živeli v Anatoliji v 6. stoletju pr. n. št., so še stoletje po izginotju Kimercev s strahom obujali spomin nanje.
Grški zgodovinar Hekatej iz Mileta je na podlagi podatkov, ki jih je zbrala perzijska vojska med svojim vdorom na Skitijo leta 513 pr. n. št., začel umeščati Kimerce in njihovo ozemlje v Pontsko stepo med Volgo in Bosporjem, kjer so sicer prevladovali Skiti.

###### Herodot iz Halikarnasa
Herodot je napisal legendarno poročilo o prihodu Skitov v deželo Kimercev, ki deloma temelji na Hekatejevi pripovedi:
- Potem ko so Masageti izgnali Skite iz Srednje Azije, so se Skiti  preselili na zahod čez Araks in zavzeli dežele Kimercev in jih pregnali.
- Prihod Skitov je privedel do državljanske vojne med Kimeci, ker je "kraljevo pleme"  želelo ostati v svojih deželah in se braniti pred vsiljivci, ostali ljudje pa niso v bojevanju videli nobene koristi in so raje pobegnili.
- Ker nobena stran ni mogla prepričati druge, se je "kraljevo pleme" razdelilo na dva približno enaka dela, ki sta se med seboj bojevala do smrti, nato pa so jih prebivalci pokopali ob reki Tiras (Dnester).

Herodot je na podlagi izjav Grkov iz mesta Tiras trdil, da so bile grobnice kimerskih knezov ob reki Tiras  v njegovem času še vidne.
Herodot omenja tudi več "kimerskih" krajevnih imen v bosporski regiji, med njimi:
- Kimersko obzidje (starogrško Κιμμερια τειχεα, Kimmeria teikhea),
- Kimerski trajekt (starogrško πορθμηια Κιμμερια, porthmēia Kimmeria),
- dežela Kimerija (starogrško χωρη Κιμμερια, khōrē Kimmeria) in
- Kimerski Bospor (starogrško Βοσπορος Κιμμεριος, Bosporos Kimmerios).

Herodot je kot vir podatkov verjetno uporabil bosporske grške ljudske zgodbe,  čeprav so nekatera kimerska krajevna imena morda izvirala iz njihove dejanske prisotnosti na tem območju.
Zgodba o bratomorni vojni kimerskega "kraljevega plemena", to je o porazu in uničenju kimerskega vladajočega razreda, je v nasprotju s sočasnimi asirskimi zapisi, ki omenjajo njihovo prisotnost v zahodni Aziji. Druga nedoslednost v Herodotovem opisu bega Kimercev pred Skiti je smer njihovega umika. Iz Pontske stepe naj bi se umikali proti vzhodu, od koder so pravzaprav prodirali Skiti.
Nedoslednosti kažejo, da je bila Herodotova pripoved o begu Kimercev kasnejša ljudska zgodba, ki so si jo izmislili grški kolonisti na severni obali Črnega morja, da bi pojasnili obstoj starodavnih grobnic. Medtem ko Herodotova trditev, da so Skiti prispeli v Medijo med zasledovanjem Kimercev, ni podprta z nobenim dokazom, so kimerske dejavnosti v Anatoliji in skitske v Mediji potrjene. Skiti so prišli v zahodno Azijo približni štirideset let za Kimerci.

###### Kasnejša grško-rimska književnost
Na podlagi starejših grško-rimskih virov je Strabon iz Amazije trdil, da je Kimerski Bospor dobil ime po Kimercih, nekoč močnih prebivalcih te regije. Po Strabonu je bila na Krimu gora, imenovana Kimerios, ki je prav tako dobila ime po njih.
Homerjev opis Kimercev, ki "živijo brez sončne svetlobe in blizu vhoda v Had", je vplival na poznejše grško-rimske avtorje, ki so pisali stoletja po izginotju zgodovinskih Kimercev. Opisovali so jih tako, kot jih je opisal Homer, in jim dodeljevali  različne fantastične lokacije in zgodovine.
Nekateri klasični pisci so menili, da je bilo prizorišče Odiseje zahodno Sredozemsko morje, zato so tja umestili tudi Kimerce.
Efor iz Kime je v 4. stoletju pr. n. št. umestil Kimerce v bližino blizu kampanjskega mesta Kume v Veliki Grčiji v južni Italiji. 
Hekatej iz Abdere je trdil, da so Kimerci živeli v Kimerskem mestu (starogrško Киммерис полис, Kimmeris polis), ki se nahaja v Hiperboreji na severu Evrope.
Ajshil je "kimersko ožino" in "kimersko deželo" omenil v svojem delu Vklenjeni Prometej.
Posidonij iz Apameje je v poskusu razlage, od kod izvirajo Kimbri, podal nekaj špekulativnih razlag o njihovem izvoru in jih zaradi podobnosti imen izenačil s Kimerci.  
Tako Grki kot Rimljani so Kimbre in Kimerce zaradi podobnosti imen dojemali kot divji in barbarski ljudstvi, ki sejeta smrt in uničenje. Starogrško literarno izročilo ju je postopoma združilo v eno ljudstvo.
Pozidonij je trdil tudi to, da je Kimerski Bospor dobil ime po Kimbrih, za katere je trdil, da so jih Grki imenovali Kimerci.
Plutarh je kritiziral Posidonijeve teorije, češ da temeljijo na domnevah in ne na trdnih zgodovinskih dokazih. Na podlagi Posidonijevih trditev sta Kimerce in Kimbre izenačila tudi Strabon in Diodor Sicilski.
Kratet iz Mala  je v 2. stoletju pr. n. št. napisal komentar k Iliadi in Odiseji, v katerem je domneval, da Homer ni poznal Kimercev in jih je zato zaradi njihove lokacije ob vhodu v Had, kjer je bival Kerber, preimenoval v Kerberce. 
Protej iz Zeugme je Kimerce preimenoval v Kejmerce (starogrško Χειμεριοι), kar dobesedno pomeni zimski ljudje.
Vzhodni Grki, ki so živeli na severni obali Črnega morja in so bili seznanjeni s kimerskimi dejavnostmi v Aziji, so oporekali zahodnim lokacijam, dodeljenim Kimercem.

#### Kasnejša književnost
Na podlagi lokacije Kimercev, omenjene v Odiseji, so jih nekatere kasnejše interpretacije poskušale umestiti na skrajni sever Evrope, na primer v Veliko Britanijo in Jutlandijo.
V 18. do 20. stoletju je rasistično britansko izraelsko gibanje razvilo psevdozgodovino, po kateri so prebivalci zgodovinskega Izraelskega kraljestva, ki so bili leta 721 pr. n. št. izgnani v Novoasirsko cesarstvo in postali znani kot Deset izgubljenih plemen, pobegnili v regijo blizu Sinopa na južni črnomorski obali, od koder so migrirali v vzhodno in srednjo Evropo ter postali Skiti in Kimerci. Zatem so se  preselili v severozahodno Evropo in postali domnevni predniki protestantskih ljudstev severne Evrope. Kimbri so bili potomci tistih, ki so ohranili svojo kimersko identiteto. Britanski Izraelci kot antisemitsko gibanje trdijo, da so najbolj verodostojni dediči starih Izraelcev in zavračajo Jude kot "okužene" z medsebojnimi porokami z Edomci ali pa se držijo antisemitske teorije zarote, ki trdi, da Judje izvirajo iz Hazarjev.
Raziskave v poznem 20. stoletju našega štetja so sčasoma prišle do zaključka, da so bile različne "kimerske" toponomije iz pontske stepe izumljene v 6. stoletju pr. n. št., torej v času, ko je bila pontska stepa pod oblastjo Skitov in dolgo potem, ko so zgodovinski Kimerci izginili.

## Kultura in družba

### Lokacija

#### Kaspijska stepa
Prvotna domovina Kimercev pred preselitvijo v Zahodno Azijo je bila stepa severno od Kaspijskega jezera in zahodno od reke Araks (Volga) do Kimerskega Bosporja. Nekaj Kimercev je živelo morda tudi v Kubanski stepi. Njihovo ozemlje ustreza sedanji južni Rusiji.
Pontske stepe severno od Meotskega jezera (Azovsko morje) so naseljevali Agatirsi, še eno iransko nomadsko ljudstvo, sorodno Kimercem. Za starejše trditve, da so tam živeli Kimerci, ni nobenega trdnega dokaza.
Kasnejša trditev grških avtorjev, da so Kimerci živeli v Pontski stepi okoli reke Tiras (Dnester), je iznajdba iz obdobja, ko se Kimerci že izginili.

#### Zahodna Azija

##### Zakavkazje
Na začetku svojega bivanja v zahodni Aziji so Kimerci živeli v državi, ki so jo mezopotamski viri imenovali māt Gamir (𒆳𒂵𒂆) ali māt Gamirra (𒆳𒂵𒂆𒊏), to je Dežela Kimercev. Dežela je obsegala ozemlje okoli reke Kuros (Kura) severno in zahodno od Sevanskega jezera ter južno od Darialske soteske  in Kluhorskega prelaza, se pravi v Zakavkazju vzhodno od Kolhide, ki ustreza današnjemu Goriju v južni Gruziji.

##### Anatolija in na Iranska planota
Kimerici so se kasneje razdelili v dve skupini: zahodno hordo, ki se je naselila v Anatoliji, in vzhodno hordo, ki se je preselila v Manejo in kasneje v Medijo.

### Etnična pripadnost
Kimerci so bili iransko ljudstvo s skupnim jezikom, izvorom in kulturo s Skiti. Kimerci so bili verjetno etnično heterogena plemenska zveza več ljudstev, ki ji je vladala iranska aristokracija, podobno kot Skitom.
Četudi se Kimerci arheološko, kulturno in jezikovno niso razlikovali od Skitov, so jih vsi takratni mezopotamski in grški viri  jasno ločevali od Skitov, kar pomeni, da so bili le eno od dveh plemen iste kulturne skupine.
Obstaja tudi hipoteza, da so bili Tračani. Hipoteza je nastala zaradi zmede, ki jo je povzročil Strabon, ki je pomešal Kimerce in njihove tračanske zaveznike Trere. Po mnenju jezikoslovca Igorja Diakonova je možnost, da so Kimerci govorili tračansko, manj verjetna kot možnost, da so govorili iransko.

#### Jezik
Po mnenju zgodovinarja Muhammada Dandamajeva in jezikoslovca Jánosa Harmatte so Kimerci govorili narečje, ki je pripadalo skitski skupini iranskih jezikov, in so se lahko sporazumevali s Skiti, ne da bi potrebovali tolmača.
Iranolog Ľubomír Novák meni, da je bila kimerščina sorodnica skitščine in imela podobne značilnosti.
Po mnenju Igorja Diakonova so Kimerci govorili skitsko. Da so bili Kimerci jezikovno zelo blizu Skitom, meni tudi skitolog Askold Ivančik.
Ohranjena zapisana osebna imena Kimercev so bila iranska, kar je odražalo njihov izvor, ali anatolska, kar je odražalo kulturni vpliv domorodnega prebivalstva Anatolije po njihovi selitvi tja. Nekaj osebnih imen v kimerskem jeziku se je ohranilo v asirskih napisih: 
- Teušpa (𒁹𒋼𒍑𒉺) ali Teušpâ (𒁹𒋼𒍑𒉺𒀀):   
  - Ime Teušpa po mnenju jezikoslovca Jánosa Harmatte izvira iz staroiranskega *Tavispaya, kar pomeni "napihnjen od moči".[290] Askold Ivantchik njegov predlog kritizira zaradi fonetičnih razlogov.[279]
  - Askold Ivantchik namesto tega postavlja tri alternativne predloge za staroiranski izvor imena Teušpâ:[279]
    - Taiu-aspa,"ugrabitelj konj"
    - Taiu-spā, "pes ugrabitelj"
    - Daiva-spā, "božanski pes"
- Tugdammî ali Dugdammî (𒁹𒌇𒁮𒈨𒄿), ki so ga grški avtorji  zapisali kot Lugdamis (Λυγδαμις) in Dugdamis (Δυγδαμις). 
  - K. T. Vitchak je predlagal, da ime izhaja iz staroiranske oblike *Duγδamaiši, ki pomeni "lastnik ovac, ki dajejo mleko".[291]
  - Po mnenju skitologa Sergeja Tokhtaseva je bila prvotna oblika tega imena verjetno *Dugdamija, nastala iz besede *dugda, ki pomeni "mleko".[292]
- Sandakšatru (𒁹𒊓𒀭𒁖𒆳𒊒) je oblika imena, kot se bere iransko. Manfred Mayrhofer (1981) poudarja, da se lahko ime bere tudi kot Sandakuru. 
  - Po besedah Jánosa Harmatte ime izvira iz staroiranskega *Sandakuru, ki pomeni "čudovit sin".[290]
  - Askold Ivantchik izpeljuje ime Sandakšatru iz dveh izrazov: iz imena anatolskega božanstva Šanta in iranskega izraza -xšaθra.[293][213]

### Družbena organizacija

#### Plemenska struktura
Kimerci so bili morda zveza več plemen, naseljenih po Anatoliji in zahodni Iranski planoti. Sestava zveze je bila odvisna od  političnega stanja in političnih sprememb. Podobno strukturo so imeli v srednjem veku tudi Turki Oguzi, ki so bili razdeljeni na dve krili, sestavljeni iz več plemen. Obema kriloma  so vladali  člani iste dinastije.

#### Administrativna struktura
Kimerci so bili tako kot Skiti organizirani v plemensko nomadsko državo z lastnim ozemljem. Država je vključevala tako živinorejske kot urbane elemente.
Državo so upravljale institucije oblasti, ki so jih predstavljali poglavarji plemen, predstavniki bojevniške aristokracije in vladajoči dinasti.

##### Kraljestva
Kimercem je vladal vrhovni kralj, čigar moč se je prenašala v eni sami dinastiji. Zabeležena so imena treh kimerskih kraljev: Teušpa, Dugdami in Sandakšatru.

##### Skupčine
Kimerijci so imeli vojaške skupščine, sestavljene iz vojakov, ki jih je  pooblastil kralj, da bi mu pomagali. Kimerijski vojskovodje so se kralju tudi uprli.
Ko so Kimerci v Anatoliji postali stalno naseljeni, so njihovim naselbinam vladali mestni gospodje, podobni tistim, ki so vladali mestnim državam Medijcev.

### Življenjski slog

#### Nomadstvo in stalna naseljenost
Kimerci so imeli skupno kulturo in izvor s Skiti in živeli konjeniško nomadsko pastirsko življenje, podobno kot Skiti.
Po preselitvi v zahodno Azijo in razdelitvi v dve hordi, je zahodna horda v Anatoliji postala stalno naseljena. Nekatera naselja so ustanovili sami, druga pa so bila  avtohtona anatolska naselja, v katerih so Kimerci vzpostavili svojo oblast. Nekatera naselja so bila utrjena. Glavno mesto anatolskih Kimercev je bil Harzale.
Voditelji naselij so bili del hierarhičnega sistema in so lahko bili Kimerci ali pripadniki drugih etničnih skupin, ki so živele v kimerskem kraljestvu v Anatoliji. Novoasirsko cesarstvo je te voditelje štelo za ekvivalente vladarjev sočasnih medijskih mestnih držav. Imenovali so jih dobesedno 'mestni gospodje' (novoasirsko akadsko 𒇽𒂗𒌷𒈨𒌍, bēl ālāni). Enako so imenovali tudi vladarje srednjega ranga.

### Religija
Zdi se, da so Kimerci, ki so se preselili v Anatolijo, od lokalnih prebivalcev Ḫilakuja in Tabala prevzeli čaščenje anatolskega božanstva Šanta. Ime boga Šanta je morda kot teoforični element vključeno v ime kimerskega kralja Sandakšatruja.

### Orožje
Kimerci so uporabljali enako orožje kot Skiti. Vojskovali so se predvsem na konjih. Kimerci v Anatoliji so od domačinov prevzeli tudi bojne vozove in pehoto.

### Genetika
V genetski študiji, objavljeni v Science Advances oktobra 2018, so preučili posmrtne ostanke treh Kimercev, pokopanih med približno 1000 in 800 pr. n. št. Druga genetska študija, objavljena v Current Biology julija 2019, je preučila ostanke treh Kimercev.
Študije so pokazale, da so bili Kimerci genetsko blizu prebivalcem bronastodobne srubnajske kulture in Sarmatom, vendar z rahlo povečano  komponento severovzhodne Azije/Sibirije. Eden od vzorcev kaže na izvor blizu gorovja Altaj.

## Arheologija

### Evrazijska stepa
Kimerci so bili del skito-sibirskega sveta in ustvarili materialno kulturo, podobno skitski. Med arheološke najdbe, značilne za železnodobne stepske nomade, najdene na Kavkazu in v Zakavkazju, spadajo kurgani, orožje, deli konjske oprave, stremena, puščične konice in okraski v živalskem slogu. Najdbe so morda pripadale Kimercem.
Kimerci so pred selitvijo v zahodno Azijo arheološko ustrezali delu černogorovsko-novočerkaske kulture severnih pontskih stepskih območjih v času od 9. do 7. stoletja pr. n. št.
Kompleks Černogorovka-Novočerkask se je razvil izvorno v severnopontski regiji v času od 9. do sredine 7. stoletja pr. n. št  iz elementov, ki so že prej prispeli iz Srednje Azije.  Černogorovsko-novočerkaska kultura je zato podobna drugim zgodnjim nomadskim  kulturam evrazijskih step in gozdnih step, ki so obstajale pred 7. stoletjem pr. n. št. Različne zgodnje predskitske nomadske kulture so bile torej del enotne aržansko-černogorovske kulturne plasti, ki izvira iz Srednje Azije.
Tako Kimerci kot zgodnji Skiti so torej pripadali predskitskim arheološkim kulturam. Materialna kultura Kimercev je bila dovolj podobna kulturi kasnejših Skitov, da sta černogorovsko-novočerkaska in proto-skitska kultura arheološko ne razlikujeta.

### Zahodna Azije
Selitev Kimercev in Skitov v zahodno Azijo arheološko ustreza selitvi teh predskitskih arheoloških kultur v to regijo. Obe skupini sta uporabljali enake puščične konice, kar otežuje razlikovanje Kimercev od zgodnjih Skitov.
Ko so se Kimerci preselili v zahodno Azijo, se je njihova kultura skupaj s predskitsko kulturo Skitov razvila v zgodnjeskitsko kulturo. V zahodni Aziji je bilo odkritih več zgodnjeskitskih ostankov, ki ustrezajo dejavnostim Kimercev v tej regiji. Med najdenim orožjem oblegovalnih vojsk porušenih mest v delih Anatolije so bile tudi konice kimerskih puščic, kar kaže, da so bili med oblegovalci tudi Kimerci. Pisni viri potrjujejo prisotnost Kimercev v Anatoliji in njihov vpliv na politične sisteme v tej regiji, njihova prisotnost v arheologiji železnodobne Anatolije pa večinoma še vedno ni bila ugotovljena.
Med nekaj znanimi kimerskimi ostanki iz obdobja njihove prisotnosti v Anatoliji je grob v vasi İmirler v provinci Amasya v Turčiji, ki je vseboval značilno zgodnjeskitsko orožje in konjsko opremo. Drug kimerski grob so odkrili približno 100 km vzhodno od İmirlerja in 50 km od Samsuna. V njem je bilo 250 puščičnih konic skitskega tipa.

## Vladarji
Znani so trije kimerski vladarji:
- Teušpa (?-679 pr. n. št.)
- Dugdami (679-640 pr. n. št.)
- Sandakšatru (640-ok. 630 pr. n. št.)